# Sagan om pappan som bakade prinsessor
Sagan om pappan som bakade prinsessor är en svensk barnkortfilm från 1993 i regi och manus av Gunila Ambjörnsson.

## Handling
Majas frånvarande pappa berättar sagor för Maja över telefon. Under tiden följer Maja sagorna i skogen och samtidigt kommer sagans figurer hem och överraskar henne.

## Rollista
- Rolf Lassgård
- Josefin Ankarberg
- Félix Kjellberg-Hill
- Pelle Lindström
- Inga Lindblad
- Valter Unefäldt
- Angelica Rubertson